# Temporada 2024 del Campeonato Brasileño de Moto 1000 GP
La temporada 2024 del Campeonato Brasileño de Moto 1000 GP es la 7.ª edición del Moto 1000 GP y la 14.ª edición del Campeonato Brasileño de Motovelicidade.
El "Campeonato Brasileño de Moto 1000 GP" es la principal categoría de motociclismo en Brasil junto con Campeonato Brasileño de Superbikes. Fue creado en 2011. y ha sido gestionado desde su fundación por la empresa de Alex Barros.
Una superbike (abreviado a menudo como SBK) es un tipo de motocicleta que se utiliza en competiciones de motociclismo de velocidad, entre ellas el Campeonato Mundial de Superbikes y el Campeonato Mundial de Motociclismo de Resistencia. A diferencia de las motocicletas usadas en el Campeonato Mundial de Motociclismo, las superbikes deben ser modelos derivados de los de serie. Esto las hace menos costosas de desarrollar y mantener, por lo cual varios campeonatos nacionales de motociclismo de velocidad se disputan con ellas.
Para que las marcas de motocicletas puedan usar sus motocicletas en los campeonatos, deben primero homologarlas y vender una cierta cantidad de unidades al público. Según el campeonato, se permite la modificación de suspensiones, frenos y ruedas. Los motores son de alta cilindrada: entre 850 y 1200 cc para motores bicilíndricos, y entre 750 y 1000 cc para los de cuatro cilindros. Hasta mediados de la década de 1990, también se permitieron motores de dos tiempos en lugar de cuatro tiempos, en este caso de hasta 500 cc de cilindrada.

## Calendario
| Ronda | Fecha            | Gran Premio                | Circuito                                          | Ciudad        | Horário | Info  |
| ----- | ---------------- | -------------------------- | ------------------------------------------------- | ------------- | ------- | ----- |
| 1     | 28 de abril      | Grande Prêmio Goiás        | Autódromo Ayrton Senna                            | Goiânia, GO   | 12h00   | [ 1 ] |
| 2     | 26 de mayo       | Grande Prêmio Curvelo      | Circuito dos Cristais                             | Curvelo, MG   | 14h00   | [ 2 ] |
| 3     | 30 de junio      | Grande Prêmio Goiânia      | Autódromo Internacional de Interlagos             | São Paulo, SP | 13h00   | [ 3 ] |
| 4     | 14 de julio      | Grande Prêmio de Cascavel  | Autódromo Ayrton Senna                            | Goiânia, GO   | 12h10   | [ 4 ] |
| 5     | 18 de agosto     | Grande Prêmio dos Cristais | Autódromo Internacional de Cascavel - Zilmar Beux | Cascavel, PR  | 13h10   | [ 5 ] |
| 6     | 15 de septiembre | Grande Prêmio do Paraná    | Circuito dos Cristais                             | Curvelo, MG   | 13h38   | [ 6 ] |
| 7     | 20 de noviembre  | Grande Prêmio Pirelli      | Autódromo Internacional Ayrton Senna              | Londrina, PR  | 15h05   | [ 7 ] |
| 8     | 10 de diciembre  | Grande Prêmio Motul        | Autódromo Ayrton Senna                            | Goiânia, GO   | 10h40   | [ 8 ] |

## Equipos y pilotos

### GP 1000
| Equipo                     | Constructor | Moto                  | Neu. | N.º | Piloto                  | Rondas    |
| -------------------------- | ----------- | --------------------- | ---- | --- | ----------------------- | --------- |
| Camargo Bioleve Racing     | Kawasaki    | Kawasaki Ninja ZX-10R | P    | 71  | Théo Manna              | Todos     |
| Camargo Bioleve Racing     | Kawasaki    | Kawasaki Ninja ZX-10R | P    | 41  | Wesley Lima             | 4 y 6-8   |
| Agem Racing Team           | BMW         | BMW S1000RR           | P    | 1   | Ramiro Gandola          | Todos     |
| Dezeró Racing              | BMW         | BMW S1000RR           | P    | 15  | Joélsu Mitiko           | Todos     |
| Dezeró Racing              | BMW         | BMW S1000RR           | P    | 14  | Peri Cunha              | 1-3       |
| Brothers Racing Team       | BMW         | BMW S1000RR           | P    | 96  | Gleidson Babinha        | 1-5 y 8   |
| Brothers Racing Team       | BMW         | BMW S1000RR           | P    | 53  | Fábio Alfinete          | 5         |
| Sport Plus Racing          | BMW         | BMW S1000RR           | P    | 64  | Júlio Fortunato         | Todos     |
| Sport Plus Racing          | BMW         | BMW S1000RR           | P    | 79  | Alex Melo               | 8         |
| PRT - Pitico Race Team     | Yamaha      | Yamaha YZF-R1         | P    | 12  | Diego Hilel             | 1-5 y 7-8 |
| PRT - Pitico Race Team     | Yamaha      | Yamaha YZF-R1         | P    | 87  | Pablo Nunes             | 1-3 y 8   |
| Bieffe Racing Team         | BMW         | BMW S1000RR           | P    | 31  | Ricardo Araújo Fox      | Todos     |
| Bieffe Racing Team         | BMW         | BMW S1000RR           | P    | 73  | Iovandes Natural        | 4         |
| Centermoto                 | BMW         | BMW S1000RR           | P    | 44  | Pedro Lins              | 1-6       |
| Centermoto                 | BMW         | BMW S1000RR           | P    | 43  | Igor Henriques          | 8         |
| Repsol César Barros Racing | Ducati      | Ducati Panigale V4 R  | P    | 90  | Mauriti Jr              | Todos     |
| Repsol César Barros Racing | Ducati      | Ducati Panigale V4 R  | P    | 11  | Mathieu Lussiana        | 8         |
| Repsol César Barros Racing | BMW         | BMW S1000RR           | P    | 6   | Adalberto "Daw" Pereira | 1-3 y 5-6 |
| Motobel Brothers           | Honda       | Honda CBR 1000RR      | P    | 34  | Eduardo Marques         | Todos     |
| Motobel Brothers           | Honda       | Honda CBR 1000RR      | P    | 94  | Marcelo Miarelli        | 3-4       |
| Team Brasil                | BMW         | BMW S1000RR           | P    | 35  | Luís Ferraz             | Todos     |
| BG Race Team               | BMW         | BMW S1000RR           | P    | 80  | Mauro Passarino         | Todos     |
| BG Race Team               | BMW         | BMW S1000RR           | P    | 8   | Luciano Ribodino        | 4         |
| Castrol Racing             | Yamaha      | Yamaha YZF-R1         | P    | 42  | Agustín Donatti         | 2-8       |
| Castrol Racing             | Yamaha      | Yamaha YZF-R1         | P    | 83  | Gustavo Manso           | 7-8       |
| One Motorsport             | Kawasaki    | Kawasaki Ninja ZX-10R | P    | 57  | William Barros          | 4 y 7     |
| One Motorsport             | Kawasaki    | Kawasaki Ninja ZX-10R | P    | 91  | Michel Semaan Abboud    | 2         |
| Veronez Racing             | Kawasaki    | Kawasaki Ninja ZX-10R | P    | 9   | Júnio César             | 5         |
| Veronez Racing             | Kawasaki    | Kawasaki Ninja ZX-10R | P    | 67  | Fernando Negão          | 4 y 7     |
| Jegteam Racing             | Ducati      | Ducati Panigale V4 R  | P    | 21  | Ricardo Mais Brasil     | 4         |

| Leyenda             |
| ------------------- |
| Piloto regular      |
| Piloto invitado     |
| Piloto de reemplazo |

### GP 600
| Equipo                  | Constructor | Moto                 | Neu. | N.º | Piloto                   | Rondas       |
| ----------------------- | ----------- | -------------------- | ---- | --- | ------------------------ | ------------ |
| Pioneiro Motonil        | Kawasaki    | Kawasaki Ninja ZX-6R | P    | 64  | Gustavo Silveira "Gão"   | 1, 3 y 6-7   |
| Pioneiro Motonil        | Kawasaki    | Kawasaki Ninja ZX-6R | P    | 42  | Gérson Caleb             | 8            |
| Camargo Bioleve Racing  | Kawasaki    | Kawasaki Ninja ZX-6R | P    | 90  | Pedro Henrique Kamikaze  | 1            |
| Camargo Bioleve Racing  | Kawasaki    | Kawasaki Ninja ZX-6R | P    | 25  | Bruno Tormen             | 6            |
| Fascinelli Racing       | Kawasaki    | Kawasaki Ninja ZX-6R | P    | 93  | João Fascinelli          | Todas        |
| Genesis Race            | Kawasaki    | Kawasaki Ninja ZX-6R | P    | 19  | Pedro Foroni             | 1            |
| Genesis Race            | Kawasaki    | Kawasaki Ninja ZX-6R | P    | 72  | Paulo Foroni             | 1            |
| Kavo Racing Team        | Kawasaki    | Kawasaki Ninja ZX-6R | P    | 53  | Vicente Flores           | 1 y 3        |
| Kavo Racing Team        | Kawasaki    | Kawasaki Ninja ZX-6R | P    | 9   | Juninho Trudes           | 8            |
| Sport Plus Racing       | Kawasaki    | Kawasaki Ninja ZX-6R | P    | 51  | Marcos Fortunato         | 1-5 y 8      |
| Sport Plus Racing       | Kawasaki    | Kawasaki Ninja ZX-6R | P    | 10  | Douglas Russo            | 1            |
| Motorbike               | Kawasaki    | Kawasaki Ninja ZX-6R | P    | 71  | Wílson Oliveira Chefinho | 1-2          |
| Motorbike               | Kawasaki    | Kawasaki Ninja ZX-6R | P    | 15  | William Maik             | 1-3          |
| Gtmed Soluções Em Saúde | Kawasaki    | Kawasaki Ninja ZX-6R | P    | 98  | Vaguiner Trindade        | 1-2, 5 y 8   |
| Gtmed Soluções Em Saúde | Kawasaki    | Kawasaki Ninja ZX-6R | P    | 63  | Kaká Fumaça              | 5            |
| Box 75                  | Kawasaki    | Kawasaki Ninja ZX-6R | P    | 54  | Olímpio Filho            | 1 y 3        |
| Box 75                  | Kawasaki    | Kawasaki Ninja ZX-6R | P    | 94  | Douglas Andrade          | 1-5          |
| W.vaz Racing,           | Kawasaki    | Kawasaki Ninja ZX-6R | P    | 80  | Thiago Sobral            | 1            |
| W.vaz Racing,           | Kawasaki    | Kawasaki Ninja ZX-6R | P    | 1   | Marco Lara               | 1 y 3        |
| César Barros Racing     | Yamaha      | Yamaha YZF-R6        | P    | 84  | Eduardo Burr             | 1-2, 4 y 6-8 |
| Motobel Brothers        | Honda       | Honda CBR 600RR      | P    | 12  | Luís Monteiro Gigante    | 1            |
| Motobel Brothers        | Honda       | Honda CBR 600RR      | P    | 00  | Marcos de Paula          | 1            |
| PRT - Pitico Race Team  | Yamaha      | Yamaha YZF-R6        | P    | 87  | Pedro Valiente           | Todas        |
| PRT - Pitico Race Team  | Kawasaki    | Kawasaki Ninja ZX-6R | P    | 11  | Régis Santos             | 1-3 y 5-8    |
| PRT - Pitico Race Team  | Kawasaki    | Kawasaki Ninja ZX-6R | P    | 89  | Guto Figueiredo          | 1            |
| PRT - Pitico Race Team  | Kawasaki    | Kawasaki Ninja ZX-6R | P    | 37  | Flávio Trevizan          | Todas        |
| PRT - Pitico Race Team  | Kawasaki    | Kawasaki Ninja ZX-6R | P    | 29  | Marcello Linhares        | 1 y 3        |
| PRT - Pitico Race Team  | Kawasaki    | Kawasaki Ninja ZX-6R | P    | 95  | Marcos Kawasaki          | Todas        |
| PRT - Pitico Race Team  | Kawasaki    | Kawasaki Ninja ZX-6R | P    | 46  | Luiz Kik Tavares         | Todas        |
| PRT - Pitico Race Team  | Kawasaki    | Kawasaki Ninja ZX-6R | P    | 99  | Hilton Loureiro          | Todas        |
| Honda Argentina Racing  | Honda       | Honda CBR 600RR      | P    | 45  | Emiliano Lancioni        | 4            |
| Pein Competições        | Kawasaki    | Kawasaki Ninja ZX-6R | P    | 35  | Denis Bezerra            | 3 y 7-8      |
| Pein Competições        | Kawasaki    | Kawasaki Ninja ZX-6R | P    | 82  | Victor Heringer          | 5            |
| Petrópolis Motorsport   | Kawasaki    | Kawasaki Ninja ZX-6R | P    | 34  | Pedro Martins            | 3            |
| Petrópolis Motorsport   | Kawasaki    | Kawasaki Ninja ZX-6R | P    | 69  | Alex Fernandes           | 6            |
| Petrópolis Motorsport   | Kawasaki    | Kawasaki Ninja ZX-6R | P    | 43  | Kevin Fontainha          | 8            |
| Portack                 | Kawasaki    | Kawasaki Ninja ZX-6R | P    | 8   | Wélber Barros            | 8            |
| Portack                 | Kawasaki    | Kawasaki Ninja ZX-6R | P    | 83  | Evandro Lima             | 6            |

| Leyenda             |
| ------------------- |
| Piloto regular      |
| Piloto invitado     |
| Piloto de reemplazo |

### Motul 300V Cup
| Equipo                 | Constructor | Moto          | Neu. | N.º | Piloto                            | Rondas     |
| ---------------------- | ----------- | ------------- | ---- | --- | --------------------------------- | ---------- |
| PRT - Pitico Race Team | Yamaha      | Yamaha YZF-R3 | P    | 2   | Heitor Ourinho                    | 1-3 y 5-8  |
| PRT - Pitico Race Team | Yamaha      | Yamaha YZF-R3 | P    | 77  | Sthefany Victoria "Fany Fontegno" | 1-3 y 6-8  |
| PRT - Pitico Race Team | Yamaha      | Yamaha YZF-R3 | P    | 48  | Pedro Valiente                    | 1-2 y 8    |
| DRT Racing Team        | Yamaha      | Yamaha YZF-R3 | P    | 31  | Cauã Rodrigues                    | Todas      |
| DRT Racing Team        | Yamaha      | Yamaha YZF-R3 | P    | 86  | Cauã Nunes                        | Todas      |
| DRT Racing Team        | Yamaha      | Yamaha YZF-R3 | P    | 29  | Caio Tibúrcio                     | 1-3        |
| DRT Racing Team        | Yamaha      | Yamaha YZF-R3 | P    | 72  | Tiago Crespo                      | Todas      |
| BG Race Team           | Yamaha      | Yamaha YZF-R3 | P    | 58  | Facundo Medina                    | 1-2 y 4-7  |
| BG Race Team           | Yamaha      | Yamaha YZF-R3 | P    | 7   | Nathália Ochoa                    | 5          |
| Fascinelli Racing      | Yamaha      | Yamaha YZF-R3 | P    | 84  | Vladimir Corrêa                   | Todas      |
| Fascinelli Racing      | Yamaha      | Yamaha YZF-R3 | P    | 20  | Mariana Francatto                 | 2-3, 5 y 8 |
| Ayres Filho Racing     | Yamaha      | Yamaha YZF-R3 | P    | 83  | Ayres Filho                       | 1-3, 5 y 8 |
| Ayres Filho Racing     | Yamaha      | Yamaha YZF-R3 | P    | 62  | Alexandre El Toro                 | 5-8        |
| Team Brasil            | Yamaha      | Yamaha YZF-R3 | P    | 25  | Jonathas Galvão                   | 1-4 y 7    |
| Team Brasil            | Yamaha      | Yamaha YZF-R3 | P    | 14  | Douglas Russo                     | 3-4, 6 y 8 |
| Dezeró Racing          | Yamaha      | Yamaha YZF-R3 | P    | 56  | Júnior Montrázio                  | 1          |
| Dezeró Racing          | Yamaha      | Yamaha YZF-R3 | P    | 34  | Luís Ferraz                       | 4          |
| RBR Racing Team        | Yamaha      | Yamaha YZF-R3 | P    | 50  | Júnio Bereta                      | 1-3 y 5-8  |
| RBR Racing Team        | Yamaha      | Yamaha YZF-R3 | P    | 35  | Junio Nascimento                  | 2-3 y 5-8  |
| 212 Race Garage        | Yamaha      | Yamaha YZF-R3 | P    | 61  | Elton Azevedo                     | Todas      |
| 212 Race Garage        | Yamaha      | Yamaha YZF-R3 | P    | 63  | Bruno Ribeiro                     | 8          |
| Prime Racing           | Yamaha      | Yamaha YZF-R3 | P    | 36  | Helena Oregana                    | Todas      |
| Prime Racing           | Yamaha      | Yamaha YZF-R3 | P    | 26  | Armando Rotela                    | 4          |
| Prime Racing           | Yamaha      | Yamaha YZF-R3 | P    | 37  | Léo Henry                         | 2-8        |
| WB Racing 016          | Yamaha      | Yamaha YZF-R3 | P    | 13  | Wellington Bernardes              | 2-4 y 6-8  |
| WB Racing 016          | Yamaha      | Yamaha YZF-R3 | P    | 59  | Evandro Lima                      | 3 y 5      |
| WC6 Motorsport         | Yamaha      | Yamaha YZF-R3 | P    | 39  | Hugo Barbosa                      | 3          |
| WC6 Motorsport         | Yamaha      | Yamaha YZF-R3 | P    | 74  | Thiago Gonçalves                  | 5          |
| WC6 Motorsport         | Yamaha      | Yamaha YZF-R3 | P    | 81  | Simón Brun                        | 4-8        |
| WC6 Motorsport         | Yamaha      | Yamaha YZF-R3 | P    | 18  | Fabrício Zamperetti               | 2-7        |

| Leyenda             |
| ------------------- |
| Piloto regular      |
| Piloto invitado     |
| Piloto de reemplazo |

### Yamalube R3 bLU cRU Cup South America - Categoría Talent
| Equipo                 | Constructor | Moto          | Neu. | N.º | Piloto                   | Rondas       |
| ---------------------- | ----------- | ------------- | ---- | --- | ------------------------ | ------------ |
| Lanza Motorsport       | Yamaha      | Yamaha YZF-R3 | P    | 55  | Jerónimo González        | Todas        |
| Lanza Motorsport       | Yamaha      | Yamaha YZF-R3 | P    | 12  | Cauã Buzzo               | Todas        |
| PRT - Pitico Race Team | Yamaha      | Yamaha YZF-R3 | P    | 40  | Heitor Santana "Ourinho" | 1-3 y 5-8    |
| PRT - Pitico Race Team | Yamaha      | Yamaha YZF-R3 | P    | 78  | Xarly Méndez             | 1-2 y 4-8    |
| Vaccari Motori         | Yamaha      | Yamaha YZF-R3 | P    | 8   | Nahuel Santamaría        | 2-4 y 6-8    |
| Vaccari Motori         | Yamaha      | Yamaha YZF-R3 | P    | 82  | Santiago Gossa           | Todas        |
| Vaccari Motori         | Yamaha      | Yamaha YZF-R3 | P    | 86  | Facundo Medina           | 1-7          |
| Rangoni Motorsport     | Yamaha      | Yamaha YZF-R3 | P    | 26  | Aymón Bocanegra          | Todas        |
| Rangoni Motorsport     | Yamaha      | Yamaha YZF-R3 | P    | 80  | Tomislav Aguiar          | 1-3          |
| Motostar Racing        | Yamaha      | Yamaha YZF-R3 | P    | 32  | Cauã Rodrigues           | Todas        |
| Motostar Racing        | Yamaha      | Yamaha YZF-R3 | P    | 48  | Arthur Aragão            | 1-3 y 5      |
| Top Run Racing         | Yamaha      | Yamaha YZF-R3 | P    | 28  | João Teixeira            | 1-6 y 8      |
| Top Run Racing         | Yamaha      | Yamaha YZF-R3 | P    | 88  | Leonardo Marques         | 1-7          |
| Racing Technology      | Yamaha      | Yamaha YZF-R3 | P    | 64  | Simón Brun               | Todas        |
| Racing Technology      | Yamaha      | Yamaha YZF-R3 | P    | 37  | Matías Sebastián         | 1-6 y 8      |
| NM Racing Team         | Yamaha      | Yamaha YZF-R3 | P    | 20  | João Fascinelli          | Todas        |
| NM Racing Team         | Yamaha      | Yamaha YZF-R3 | P    | 19  | Nicolás Torrez           | Todas        |
| Union Properties       | Yamaha      | Yamaha YZF-R3 | P    | 81  | Mário Salles             | Todas        |
| Union Properties       | Yamaha      | Yamaha YZF-R3 | P    | 54  | Gustavo Monis            | Todas        |
| Phoenix Racing         | Yamaha      | Yamaha YZF-R3 | P    | 56  | Marcos Vinícius          | 1-6          |
| Phoenix Racing         | Yamaha      | Yamaha YZF-R3 | P    | 66  | Fernanda Marçon          | 1-2 y 4-8    |
| Batt Promotion         | Yamaha      | Yamaha YZF-R3 | P    | 44  | Murilo Gomes             | 1-2, 4 y 6-8 |
| Batt Promotion         | Yamaha      | Yamaha YZF-R3 | P    | 95  | Vitor Hugo               | Todas        |
| Strandell Motors       | Yamaha      | Yamaha YZF-R3 | P    | 61  | Valentín Valor           | 1-7          |
| Strandell Motors       | Yamaha      | Yamaha YZF-R3 | P    | 58  | Bautista Farias          | 1-3 y 5      |
| Petri Corse            | Yamaha      | Yamaha YZF-R3 | P    | 96  | Cauã Nunes Rocha         | Todas        |
| Petri Corse            | Yamaha      | Yamaha YZF-R3 | P    | 99  | Mateo Mayorga            | 7-8          |
| Dinamic Team           | Yamaha      | Yamaha YZF-R3 | P    | 69  | Gabriel Dias             | 1-2 y 4-5    |
| Dinamic Team           | Yamaha      | Yamaha YZF-R3 | P    | 36  | Caio Tibúrcio            | 1-3 y 5      |
| Roma Racing Team       | Yamaha      | Yamaha YZF-R3 | P    | 21  | Felipe Simões            | 1-2 y 4-7    |
| Roma Racing Team       | Yamaha      | Yamaha YZF-R3 | P    | 4   | Gustavo Viana            | Todas        |
| Misano Racing Team     | Yamaha      | Yamaha YZF-R3 | P    | 51  | Kevin Fontainha          | 3-4          |
| Misano Racing Team     | Yamaha      | Yamaha YZF-R3 | P    | 92  | Humberto Maier           | 4            |

| Leyenda             |
| ------------------- |
| Piloto regular      |
| Piloto invitado     |
| Piloto de reemplazo |

### Yamalube R3 bLU cRU Cup South America - Categoría PRO
| Equipo                 | Constructor | Moto          | Neu. | N.º | Piloto              | Rondas       |
| ---------------------- | ----------- | ------------- | ---- | --- | ------------------- | ------------ |
| Hartmann Racing        | Yamaha      | Yamaha YZF-R3 | P    | 7   | Fabrício Zamperetti | Todas        |
| Hartmann Racing        | Yamaha      | Yamaha YZF-R3 | P    | 69  | Leonardo Marques    | Todas        |
| Vaccari Motori         | Yamaha      | Yamaha YZF-R3 | P    | 94  | Lucas Gutiérrez     | Todas        |
| Vaccari Motori         | Yamaha      | Yamaha YZF-R3 | P    | 27  | Thiago Gonçalves    | Todas        |
| Yamaha Women's Racing  | Yamaha      | Yamaha YZF-R3 | P    | 54  | Isis Carreño Ávila  | 1-3, 5 y 7-8 |
| Yamaha Women's Racing  | Yamaha      | Yamaha YZF-R3 | P    | 65  | Nathália Ochoa      | Todas        |
| Cerciari School Racing | Yamaha      | Yamaha YZF-R3 | P    | 56  | Jonas Vieira        | Todas        |
| Cerciari School Racing | Yamaha      | Yamaha YZF-R3 | P    | 66  | Alex Schültz        | Todas        |
| Castrol Racing         | Yamaha      | Yamaha YZF-R3 | P    | 32  | Ítalo Santana       | Todas        |
| Castrol Racing         | Yamaha      | Yamaha YZF-R3 | P    | 79  | Caio Baldoíno       | Todas        |
| ADA Engineering        | Yamaha      | Yamaha YZF-R3 | P    | 60  | Alex Fernandes      | Todas        |
| ADA Engineering        | Yamaha      | Yamaha YZF-R3 | P    | 17  | Luís Fernando       | Todas        |
| Lovell Motorsport      | Yamaha      | Yamaha YZF-R3 | P    | 76  | Bruno Brito         | Todas        |
| Lovell Motorsport      | Yamaha      | Yamaha YZF-R3 | P    | 62  | Tiago Crespo        | Todas        |
| Garage Itália          | Yamaha      | Yamaha YZF-R3 | P    | 8   | Nestore Guarino     | Todas        |
| Garage Itália          | Yamaha      | Yamaha YZF-R3 | P    | 48  | Édson Barreto       | Todas        |
| TRAC Team              | Yamaha      | Yamaha YZF-R3 | P    | 74  | Kevin Melgar        | 1-2          |
| TRAC Team              | Yamaha      | Yamaha YZF-R3 | P    | 36  | Marcelo Borghesi    | Todas        |
| Solaris Motorsport     | Yamaha      | Yamaha YZF-R3 | P    | 30  | Elvis Machado       | Todas        |
| Solaris Motorsport     | Yamaha      | Yamaha YZF-R3 | P    | 85  | Cristiano Cabral    | 1-4 y 6-8    |
| Duraline Team          | Yamaha      | Yamaha YZF-R3 | P    | 81  | Iván López          | 3 y 5        |
| Duraline Team          | Yamaha      | Yamaha YZF-R3 | P    | 53  | Enzo Martínez       | 5            |
| Misano Racing Team     | Yamaha      | Yamaha YZF-R3 | P    | 15  | Edinho Picoloko     | 4 y 6        |
| Misano Racing Team     | Yamaha      | Yamaha YZF-R3 | P    | 13  | Roberto Tamburini   | 6            |
| Misano Racing Team     | Yamaha      | Yamaha YZF-R3 | P    | 87  | Camilla Ribeiro     | 3            |

| Leyenda             |
| ------------------- |
| Piloto regular      |
| Piloto invitado     |
| Piloto de reemplazo |

### Yamalube R15 bLU cRU Cup América Latina
| Equipo              | Constructor | Moto           | Neu. | N.º | Piloto           | Rondas     |
| ------------------- | ----------- | -------------- | ---- | --- | ---------------- | ---------- |
| Vaccari Motori      | Yamaha      | Yamaha YZF-R15 | P    | 15  | Benjamín Peralta | Todas      |
| Vaccari Motori      | Yamaha      | Yamaha YZF-R15 | P    | 90  | Santiago Vogel   | Todas      |
| Santucci Motorsport | Yamaha      | Yamaha YZF-R15 | P    | 56  | Enzo Ximenes     | Todas      |
| Duesenberg Racing   | Yamaha      | Yamaha YZF-R15 | P    | 52  | Murilo Miwa      | Todas      |
| Duesenberg Racing   | Yamaha      | Yamaha YZF-R15 | P    | 10  | Daniel Tomelin   | Todas      |
| Weldsports          | Yamaha      | Yamaha YZF-R15 | P    | 95  | Valentino Milone | Todas      |
| Weldsports          | Yamaha      | Yamaha YZF-R15 | P    | 48  | Patrício Celi    | 1-3, 6 y 8 |
| Lovell Motorsport   | Yamaha      | Yamaha YZF-R15 | P    | 68  | Pedro Miguel     | Todas      |
| Lovell Motorsport   | Yamaha      | Yamaha YZF-R15 | P    | 84  | Salvador Cassini | Todas      |
| TRAC Team           | Yamaha      | Yamaha YZF-R15 | P    | 35  | Henri Krug       | Todas      |
| TRAC Team           | Yamaha      | Yamaha YZF-R15 | P    | 70  | Cauã Aníbal      | 1          |
| Scuderia Giudici    | Yamaha      | Yamaha YZF-R15 | P    | 46  | Yan Garcia       | 1-6 y 8    |
| Scuderia Giudici    | Yamaha      | Yamaha YZF-R15 | P    | 17  | Alice Matos      | 1-3 y 5    |
| Movisport           | Yamaha      | Yamaha YZF-R15 | P    | 44  | Miguel Garcia    | Todas      |
| Movisport           | Yamaha      | Yamaha YZF-R15 | P    | 97  | Pedro Lobo       | 1-2        |
| Ricco Motorsport    | Yamaha      | Yamaha YZF-R15 | P    | 45  | Emiliano Márquez | 5          |
| Ricco Motorsport    | Yamaha      | Yamaha YZF-R15 | P    | 28  | Kevin Balanta    | 3          |
| Maranatha Racing    | Yamaha      | Yamaha YZF-R15 | P    | 14  | Eduardo Kempf    | 3 y 5      |
| Maranatha Racing    | Yamaha      | Yamaha YZF-R15 | P    | 62  | Enzo Laranjeira  | 8          |
| Fast Racing         | Yamaha      | Yamaha YZF-R15 | P    | 30  | Breno Caetano    | 4-5        |
| Fast Racing         | Yamaha      | Yamaha YZF-R15 | P    | 12  | Tomas Rayer      | 5          |

| Leyenda             |
| ------------------- |
| Piloto regular      |
| Piloto invitado     |
| Piloto de reemplazo |

## Resultados

### GP 1000[9]
| Round | Round | Circuit                    | Date             | Pole Position   | Vuelta rápida    | Piloto ganador   | Equipo ganador      | Constructor | Ref.          |
| ----- | ----- | -------------------------- | ---------------- | --------------- | ---------------- | ---------------- | ------------------- | ----------- | ------------- |
| 1     | R1    | Grande Prêmio Goiás        | 28 de abril      | Ramiro Gandola  | Ramiro Gandola   | Theo Manna       | Camargo Racing Team | Kawasaki    | [ 11 ]        |
| 1     | R2    | Grande Prêmio Goiás        | 28 de abril      | Ramiro Gandola  | Ramiro Gandola   | Ramiro Gandola   | Agem Racing         | BMW         | [ 12 ]        |
| 2     | R1    | Grande Prêmio Curvelo      | 26 de mayo       | Ramiro Gandola  | Ramiro Gandola   | Ramiro Gandola   | Agem Racing         | BMW         | [ 13 ] [ 14 ] |
| 2     | R2    | Grande Prêmio Curvelo      | 26 de mayo       | Agustín Donatti | Ramiro Gandola   | Ramiro Gandola   | Agem Racing         | BMW         | [ 15 ] [ 16 ] |
| 3     | R1    | Grande Prêmio Goiânia      | 14 de julio      | Ramiro Gandola  | Ramiro Gandola   | Ramiro Gandola   | Agem Racing         | BMW         | [ 17 ]        |
| 3     | R2    | Grande Prêmio Goiânia      | 14 de julio      | Ramiro Gandola  | Ramiro Gandola   | Ramiro Gandola   | Agem Racing         | BMW         | [ 18 ]        |
| 4     | R1    | Grande Prêmio de Cascavel  | 18 de agosto     | Mauro Passarino | Mauro Passarino  | Luciano Ribodino | Team Spolier        | BMW         | [ 20 ]        |
| 4     | R2    | Grande Prêmio de Cascavel  | 18 de agosto     | Theo Manna      | Luciano Ribodino | Ramiro Gandola   | Agem Racing         | BMW         | [ 21 ]        |
| 5     | R1    | Grande Prêmio dos Cristais | 15 de septiembre | Ramiro Gandola  | Ramiro Gandola   | Ramiro Gandola   | Agem Racing         | BMW         | [ 22 ]        |
| 5     | R2    | Grande Prêmio dos Cristais | 15 de septiembre | Agustín Donatti | Ramiro Gandola   | Ramiro Gandola   | Agem Racing         | BMW         | [ 23 ]        |
| 6     | R1    | Grande Prêmio do Paraná    | 20 de octubre    | Ramiro Gandola  | Agustín Donatti  | Ramiro Gandola   | Agem Racing         | BMW         | [ 24 ]        |
| 6     | R2    | Grande Prêmio do Paraná    | 20 de octubre    | Mauro Passarino | Mauro Passarino  | Ramiro Gandola   | Agem Racing         | BMW         | [ 25 ]        |
| 7     | R1    | Grande Prêmio Pirelli      | 10 de noviembre  | Ramiro Gandola  | Joélsu Mitiko    | Agustín Donatti  | Castrol Racing      | BMW         | [ 26 ]        |
| 7     | R2    | Grande Prêmio Pirelli      | 10 de noviembre  | Ramiro Gandola  | Ramiro Gandola   | Ramiro Gandola   | Agem Racing         | BMW         | [ 27 ]        |
| 8     | R1    | Grande Prêmio Motul        | 8 de diciembre   | Mauro Passarino | Gustavo Manso    | Gustavo Manso    | Castrol Racing      | Yamaha      | [ 28 ]        |
| 8     | R2    | Grande Prêmio Motul        | 8 de diciembre   | Mauro Passarino | Mauro Passarino  | Mauro Passarino  | BG Race Team        | BMW         | [ 29 ]        |

### GP 600
| Round | Round | Circuit                    | Date             | Pole Position     | Vuelta rápida     | Piloto ganador   | Equipo ganador         | Constructor | Ref.   |
| ----- | ----- | -------------------------- | ---------------- | ----------------- | ----------------- | ---------------- | ---------------------- | ----------- | ------ |
| 1     | R1    | Grande Prêmio Goiás        | 28 de abril      | Gustavo Silveira  | Pedro Valiente    | Gustavo Silveira | Pioneiro Motonil       | Kawasaki    | [ 30 ] |
| 1     | R2    | Grande Prêmio Goiás        | 28 de abril      | Eduardo Burr      | Pedro Valiente    | Gustavo Silveira | Pioneiro Motonil       | Kawasaki    | [ 31 ] |
| 2     | R1    | Grande Prêmio Curvelo      | 26 de mayo       | Eduardo Burr      | Eduardo Burr      | Eduardo Burr     | César Barros Racing    | Yamaha      | [ 32 ] |
| 2     | R2    | Grande Prêmio Curvelo      | 26 de mayo       | Eduardo Burr      | Eduardo Burr      | Eduardo Burr     | César Barros Racing    | Yamaha      | [ 33 ] |
| 3     | R1    | Grande Prêmio Goiânia      | 30 de junio      | Gustavo Silveira  | Gustavo Silveira  | Gustavo Silveira | Pioneiro Motonil       | Kawasaki    | [ 34 ] |
| 3     | R2    | Grande Prêmio Goiânia      | 30 de junio      | Gustavo Silveira  | Pedro Valiente    | Pedro Valiente   | PRT - Pitico Race Team | Yamaha      | [ 35 ] |
| 4     | R1    | Grande Prêmio de Cascavel  | 14 de julio      | Emiliano Lancioni | Emiliano Lancioni | Pedro Valiente   | PRT - Pitico Race Team | Yamaha      | [ 36 ] |
| 4     | R2    | Grande Prêmio de Cascavel  | 14 de julio      | Pedro Valiente    | Pedro Valiente    | Pedro Valiente   | PRT - Pitico Race Team | Yamaha      | [ 37 ] |
| 5     | R1    | Grande Prêmio dos Cristais | 18 de agosto     | João Fascinelli   | Kaká Fumaça       | João Fascinelli  | Fascinelli Racing      | Kawasaki    | [ 38 ] |
| 5     | R2    | Grande Prêmio dos Cristais | 18 de agosto     | Pedro Valiente    | Pedro Valiente    | Pedro Valiente   | PRT - Pitico Race Team | Yamaha      | [ 39 ] |
| 6     | R1    | Grande Prêmio do Paraná    | 15 de septiembre | Eduardo Burr      | Pedro Valiente    | Eduardo Burr     | César Barros Racing    | Yamaha      | [ 41 ] |
| 6     | R2    | Grande Prêmio do Paraná    | 15 de septiembre | Eduardo Burr      | Eduardo Burr      | Gustavo Silveira | Pioneiro Motonil       | Kawasaki    | [ 42 ] |
| 7     | R1    | Grande Prêmio Pirelli      | 20 de noviembre  | Eduardo Burr      | Eduardo Burr      | Eduardo Burr     | César Barros Racing    | Yamaha      | [ 43 ] |
| 7     | R2    | Grande Prêmio Pirelli      | 20 de noviembre  | Eduardo Burr      | Eduardo Burr      | Eduardo Burr     | César Barros Racing    | Yamaha      | [ 44 ] |
| 8     | R1    | Grande Prêmio Motul        | 10 de diciembre  | Eduardo Burr      | Eduardo Burr      | Eduardo Burr     | César Barros Racing    | Yamaha      | [ 45 ] |
| 8     | R2    | Grande Prêmio Motul        | 10 de diciembre  | Pedro Valiente    | João Fascinelli   | João Fascinelli  | Fascinelli Racing      | Kawasaki    | [ 46 ] |

### Motul 300V Cup
| Round | Round | Circuit                    | Date             | Pole Position            | Vuelta rápida            | Piloto ganador           | Equipo ganador         | Constructor | Ref.   |
| ----- | ----- | -------------------------- | ---------------- | ------------------------ | ------------------------ | ------------------------ | ---------------------- | ----------- | ------ |
| 1     | R1    | Grande Prêmio Goiás        | 28 de abril      | Cauã Rodrigues           | Cauã Nunes               | Heitor Santana "Ourinho" | PRT - Pitico Race Team | Yamaha      | [ 47 ] |
| 1     | R2    | Grande Prêmio Goiás        | 28 de abril      | Heitor Santana "Ourinho" | Heitor Santana "Ourinho" | Heitor Santana "Ourinho" | PRT - Pitico Race Team | Yamaha      | [ 48 ] |
| 2     | R1    | Grande Prêmio Curvelo      | 26 de mayo       | Cauã Rodrigues           | Cauã Rodrigues           | Cauã Rodrigues           | DRT Racing Team        | Yamaha      | [ 49 ] |
| 2     | R2    | Grande Prêmio Curvelo      | 26 de mayo       | Fabrício Zamperetti      | Fabrício Zamperetti      | Cauã Rodrigues           | DRT Racing Team        | Yamaha      | [ 50 ] |
| 3     | R1    | Grande Prêmio Goiânia      | 30 de junio      | Heitor Santana "Ourinho" | Heitor Santana "Ourinho" | Heitor Santana "Ourinho" | PRT - Pitico Race Team | Yamaha      | [ 51 ] |
| 3     | R2    | Grande Prêmio Goiânia      | 30 de junio      | Léo Henry                | Fabrício Zamperetti      | Cauã Rodrigues           | DRT Racing Team        | Yamaha      | [ 52 ] |
| 4     | R1    | Grande Prêmio de Cascavel  | 14 de julio      | Cauã Rodrigues           | Facundo Medina           | Cauã Rodrigues           | DRT Racing Team        | Yamaha      | [ 53 ] |
| 4     | R2    | Grande Prêmio de Cascavel  | 14 de julio      | Cauã Rodrigues           | Cauã Rodrigues           | Cauã Rodrigues           | DRT Racing Team        | Yamaha      | [ 54 ] |
| 5     | R1    | Grande Prêmio dos Cristais | 18 de agosto     | Cauã Rodrigues           | Heitor Santana "Ourinho" | Cauã Rodrigues           | DRT Racing Team        | Yamaha      | [ 56 ] |
| 5     | R2    | Grande Prêmio dos Cristais | 18 de agosto     | Facundo Medina           | Cauã Rocha               | Cauã Rodrigues           | DRT Racing Team        | Yamaha      | [ 57 ] |
| 6     | R1    | Grande Prêmio do Paraná    | 15 de septiembre | Cauã Rodrigues           | Cauã Rocha               | Cauã Rodrigues           | DRT Racing Team        | Yamaha      | [ 58 ] |
| 6     | R2    | Grande Prêmio do Paraná    | 15 de septiembre | Cauã Rocha               | Cauã Rocha               | Cauã Rodrigues           | DRT Racing Team        | Yamaha      | [ 59 ] |
| 7     | R1    | Grande Prêmio Pirelli      | 20 de noviembre  | Cauã Rodrigues           | Cauã Rodrigues           | Wellington Bernardes     | WB Racing 016          | Yamaha      | [ 60 ] |
| 7     | R2    | Grande Prêmio Pirelli      | 20 de noviembre  | Cauã Rodrigues           | Cauã Rodrigues           | Cauã Rodrigues           | DRT Racing Team        | Yamaha      | [ 61 ] |
| 8     | R1    | Grande Prêmio Motul        | 10 de diciembre  | Heitor Santana "Ourinho" | Cauã Rodrigues           | Heitor Santana "Ourinho" | PRT - Pitico Race Team | Yamaha      | [ 62 ] |
| 8     | R2    | Grande Prêmio Motul        | 10 de diciembre  | Heitor Santana "Ourinho" | Cauã Rocha               | Heitor Santana "Ourinho" | PRT - Pitico Race Team | Yamaha      | [ 63 ] |

### Yamalube R3 bLU cRU Cup América Latina - Categoría Talent
| Round | Round | Circuit                    | Date             | Pole Position     | Vuelta rápida     | Piloto ganador           | Equipo ganador         | Constructor | Ref.   |
| ----- | ----- | -------------------------- | ---------------- | ----------------- | ----------------- | ------------------------ | ---------------------- | ----------- | ------ |
| 1     | R1    | Grande Prêmio Goiás        | 28 de abril      | Jerónimo González | Cauã Rodrigues    | Jerónimo González        | Lanza Motorsport       | Yamaha      | [ 64 ] |
| 1     | R2    | Grande Prêmio Goiás        | 28 de abril      | Jerónimo González | João Teixeira     | Heitor Santana "Ourinho" | PRT - Pitico Race Team | Yamaha      | [ 65 ] |
| 2     | R1    | Grande Prêmio Curvelo      | 26 de mayo       | Nahuel Santamaría | Nahuel Santamaría | Mário Salles             | Union Properties       | Yamaha      | [ 66 ] |
| 2     | R2    | Grande Prêmio Curvelo      | 26 de mayo       | Nahuel Santamaría | Aymón Bocanegra   | Aymón Bocanegra          | Rangoni Motorsport     | Yamaha      | [ 67 ] |
| 3     | R1    | Grande Prêmio Goiânia      | 30 de junio      | Cauã Rodrigues    | Kevin Fontainha   | Cauã Rodrigues           | Motostar Racing        | Yamaha      | [ 68 ] |
| 3     | R2    | Grande Prêmio Goiânia      | 30 de junio      | Jerónimo González | Cauã Rodrigues    | Tomislav Aguiar          | Rangoni Motorsport     | Yamaha      | [ 69 ] |
| 4     | R1    | Grande Prêmio de Cascavel  | 14 de julio      | Humberto Maier    | Mário Salles      | Mário Salles             | Union Properties       | Yamaha      | [ 70 ] |
| 4     | R2    | Grande Prêmio de Cascavel  | 14 de julio      | Kevin Fontainha   | Kevin Fontainha   | Kevin Fontainha          | Misano Racing Team     | Yamaha      | [ 71 ] |
| 5     | R1    | Grande Prêmio dos Cristais | 18 de agosto     | Jerónimo González | Jerónimo González | Jerónimo González        | Lanza Motorsport       | Yamaha      | [ 72 ] |
| 5     | R2    | Grande Prêmio dos Cristais | 18 de agosto     | Jerónimo González | Jerónimo González | Jerónimo González        | Lanza Motorsport       | Yamaha      | [ 73 ] |
| 6     | R1    | Grande Prêmio do Paraná    | 15 de septiembre | Mário Salles      | Aymón Bocanegra   | Aymón Bocanegra          | Rangoni Motorsport     | Yamaha      | [ 25 ] |
| 6     | R2    | Grande Prêmio do Paraná    | 15 de septiembre | Aymón Bocanegra   | Mário Salles      | Mário Salles             | Union Properties       | Yamaha      | [ 74 ] |
| 7     | R1    | Grande Prêmio Pirelli      | 20 de noviembre  | Mário Salles      | Xarly Méndez      | Aymón Bocanegra          | Rangoni Motorsport     | Yamaha      | [ 75 ] |
| 7     | R2    | Grande Prêmio Pirelli      | 20 de noviembre  | Mário Salles      | Leonardo Marques  | Mário Salles             | Union Properties       | Yamaha      | [ 76 ] |
| 8     | R1    | Grande Prêmio Motul        | 10 de diciembre  | Mário Salles      | Aymón Bocanegra   | Aymón Bocanegra          | Rangoni Motorsport     | Yamaha      | [ 77 ] |
| 8     | R2    | Grande Prêmio Motul        | 10 de diciembre  | Nahuel Santamaría | Mário Salles      | Xarly Méndez             | PRT - Pitico Race Team | Yamaha      | [ 78 ] |

### Yamalube R3 bLU cRU Cup América Latina - Categoría PRO
| Round | Round | Circuit                    | Date             | Pole Position       | Vuelta rápida       | Piloto ganador      | Equipo ganador         | Constructor | Ref.   |
| ----- | ----- | -------------------------- | ---------------- | ------------------- | ------------------- | ------------------- | ---------------------- | ----------- | ------ |
| 1     | R1    | Grande Prêmio Goiás        | 28 de abril      | Lucas Gutiérrez     | Lucas Gutiérrez     | Fabrício Zamperetti | Hartmann Racing        | Yamaha      | [ 64 ] |
| 1     | R2    | Grande Prêmio Goiás        | 28 de abril      | Fabrício Zamperetti | Lucas Gutiérrez     | Lucas Gutiérrez     | Vaccari Motori         | Yamaha      | [ 79 ] |
| 2     | R1    | Grande Prêmio Curvelo      | 26 de mayo       | Fabrício Zamperetti | Fabrício Zamperetti | Fabrício Zamperetti | Hartmann Racing        | Yamaha      | [ 80 ] |
| 2     | R2    | Grande Prêmio Curvelo      | 26 de mayo       | Lucas Gutiérrez     | Fabrício Zamperetti | Fabrício Zamperetti | Hartmann Racing        | Yamaha      | [ 81 ] |
| 3     | R1    | Grande Prêmio Goiânia      | 30 de junio      | Lucas Gutiérrez     | Lucas Gutiérrez     | Lucas Gutiérrez     | Vaccari Motori         | Yamaha      | [ 82 ] |
| 3     | R2    | Grande Prêmio Goiânia      | 30 de junio      | Lucas Gutiérrez     | Lucas Gutiérrez     | Lucas Gutiérrez     | Vaccari Motori         | Yamaha      | [ 83 ] |
| 4     | R1    | Grande Prêmio de Cascavel  | 14 de julio      | Lucas Gutiérrez     | Alex Schültz        | Lucas Gutiérrez     | Vaccari Motori         | Yamaha      | [ 84 ] |
| 4     | R2    | Grande Prêmio de Cascavel  | 14 de julio      | Alex Schültz        | Lucas Gutiérrez     | Alex Schültz        | Cerciari School Racing | Yamaha      | [ 85 ] |
| 5     | R1    | Grande Prêmio dos Cristais | 18 de agosto     | Fabrício Zamperetti | Lucas Gutiérrez     | Fabrício Zamperetti | Hartmann Racing        | Yamaha      | [ 86 ] |
| 5     | R2    | Grande Prêmio dos Cristais | 18 de agosto     | Isis Carreño        | Tiago Crespo        | Fabrício Zamperetti | Hartmann Racing        | Yamaha      | [ 87 ] |
| 6     | R1    | Grande Prêmio do Paraná    | 15 de septiembre | Roberto Tamburini   | Roberto Tamburini   | Roberto Tamburini   | Misano Racing Team     | Yamaha      | [ 88 ] |
| 6     | R2    | Grande Prêmio do Paraná    | 15 de septiembre | Roberto Tamburini   | Roberto Tamburini   | Roberto Tamburini   | Misano Racing Team     | Yamaha      | [ 89 ] |
| 7     | R1    | Grande Prêmio Pirelli      | 20 de noviembre  | Lucas Gutiérrez     | Lucas Gutiérrez     | Fabrício Zamperetti | Hartmann Racing        | Yamaha      | [ 90 ] |
| 7     | R2    | Grande Prêmio Pirelli      | 20 de noviembre  | Lucas Gutiérrez     | Lucas Gutiérrez     | Isis Carreño        | Yamaha Women's Racing  | Yamaha      | [ 91 ] |
| 8     | R1    | Grande Prêmio Motul        | 10 de diciembre  | Lucas Gutiérrez     | Isis Carreño        | Jonas Vieira        | Cerciari School Racing | Yamaha      | [ 92 ] |
| 8     | R2    | Grande Prêmio Motul        | 10 de diciembre  | Fabrício Zamperetti | Isis Carreño        | Fabrício Zamperetti | Hartmann Racing        | Yamaha      | [ 93 ] |

### Yamalube R15 bLU cRU Cup América Latina
| Round | Circuit                    | Date             | Pole Position    | Vuelta rápida    | Piloto ganador   | Equipo ganador      | Constructor | Ref.    |
| ----- | -------------------------- | ---------------- | ---------------- | ---------------- | ---------------- | ------------------- | ----------- | ------- |
| 1     | Grande Prêmio Goiás        | 28 de abril      | Miguel Garcia    | Pedro Miguel     | Benjamín Peralta | Vaccari Motori      | Yamaha      | [ 94 ]  |
| 2     | Grande Prêmio Curvelo      | 26 de mayo       | Enzo Ximenes     | Enzo Ximenes     | Enzo Ximenes     | Santucci Motorsport | Yamaha      | [ 95 ]  |
| 3     | Grande Prêmio Goiânia      | 30 de junio      | Benjamín Peralta | Benjamín Peralta | Benjamín Peralta | Vaccari Motori      | Yamaha      | [ 96 ]  |
| 4     | Grande Prêmio de Cascavel  | 14 de julio      | Santiago Vogel   | Benjamín Peralta | Valentino Milone | Weldsports          | Yamaha      | [ 97 ]  |
| 5     | Grande Prêmio dos Cristais | 18 de agosto     | Benjamín Peralta | Miguel Garcia    | Miguel Garcia    | Movisport           | Yamaha      | [ 98 ]  |
| 6     | Grande Prêmio do Paraná    | 15 de septiembre | Benjamín Peralta | Benjamín Peralta | Enzo Ximenes     | Santucci Motorsport | Yamaha      | [ 99 ]  |
| 7     | Grande Prêmio Pirelli      | 20 de noviembre  | Miguel Garcia    | Miguel Garcia    | Miguel Garcia    | Movisport           | Yamaha      | [ 100 ] |
| 8     | Grande Prêmio Motul        | 10 de diciembre  | Benjamín Peralta | Benjamín Peralta | Benjamín Peralta | Vaccari Motori      | Yamaha      | [ 101 ] |

## Calificación general

### GP 1000
| Pos. | Rider                   | Moto     | Clase | GOI | GOI | CUR | CUR | GNA | GNA | CAS | CAS | CRI | CRI | PAR | PAR | PIR | PIR | MOT | MOT | Pts. |
| Pos. | Rider                   | Moto     | Clase | RD1 | RD2 | RD1 | RD2 | RD1 | RD2 | RD1 | RD2 | RD1 | RD2 | RD1 | RD2 | RD1 | RD2 | RD1 | RD2 | Pts. |
| ---- | ----------------------- | -------- | ----- | --- | --- | --- | --- | --- | --- | --- | --- | --- | --- | --- | --- | --- | --- | --- | --- | ---- |
| 1    | Ramiro Gandola          | BMW      | PRO   | 2   | 1   | 1   | 1   | 1   | 1   | 3   | 1   | 1   | 1   | 1   | 1   | Ret | 1   | 2   | 4   | 293  |
| 2    | Théo Manna              | Kawasaki | PRO   | 1   | 2   | Ret | 2   | 4   | 5   | 4   | 2   | 3   | 3   | 5   | 4   | 4   | 5   | 3   | 6   | 186  |
| 3    | Mauro Passarino         | BMW      | PRO   | 14  | 5   | 4   | Ret | 2   | 2   | 2   | 6   | 4   | 5   | 4   | 2   | Ret | 3   | 4   | 1   | 172  |
| 4    | Joélsu Mitiko           | BMW      | PRO   | 3   | 3   | 2   | 3   | 3   | 4   | 5   | 5   | 6   | 4   | 6   | Ret | 2   | 4   | Ret | 2   | 162  |
| 5    | Agustín Donatti         | Yamaha   | PRO   |     |     | 3   | DSQ | Ret | 3   | 6   | 4   | 2   | 2   | 2   | Ret | 1   | Wth | 14  | 9   | 111  |
| 6    | Mauriti Jr              | Ducati   | PRO   | 9   | 8   | 5   | 5   | 6   | 7   | 7   | 7   | 5   | NC  | 3   | 3   | 3   | 6   | AT  | WD  | 106  |
| 7    | Júlio Fortunato         | BMW      | EVO   | 4   | 4   | 8   | 8   | 5   | 6   | 10  | 8   | Ret | 8   | 7   | 5   | 5   | 7   | 5   | Ret | 101  |
| 8    | Ricardo Araújo Fox      | BMW      | EVO   | 7   | 7   | INF | 7   | 7   | 8   | 11  | 9   | 9   | NE  | 8   | DSQ | DNS | 10  | 6   | 7   | 75   |
| 9    | Diego Hilel             | Yamaha   | LGT   | 12  | 11  | 6   | 6   | 17  | 9   | 9   | 10  | 7   | 6   |     |     | 8   | 9   | 9   | 8   | 69   |
| 10   | Eduardo Marques         | Honda    | LGT   | 10  | 12  | 11  | 11  | 12  | 11  | DSQ | Ret | 11  | 11  | 9   | 6   | 7   | 8   | 7   | 5   | 59   |
| 11   | Luís Ferraz             | BMW      | MAS   | 11  | 10  | 14  | 12  | 15  | 13  | 13  | 12  | DSQ | DSQ | DSQ | 10  | 11  | 12  | 10  | 11  | 51   |
| 12   | Pedro Lins              | BMW      | MAS   | 8   | 9   | 7   | 4   | 9   | 14  | DNF | DNF | 8   | 9   | 10  | 8   |     |     |     |     | 50   |
| 13   | Gustavo Manso           | Yamaha   | PRO   |     |     |     |     |     |     |     |     |     |     |     |     | 6   | 2   | 1   | Ret | 41   |
| 14   | Gleidson Babinha        | BMW      | EVO   | 6   | 6   | 10  | 9   | 8   | 15  | 8   | 11  | DSQ | 7   |     |     |     |     | 12  | 14  | 37   |
| 15   | Luciano Ribodino        | BMW      | PRO   |     |     |     |     |     |     | 1   | 3   |     |     |     |     |     |     |     |     | 31   |
| 16   | Adalberto "Daw" Pereira | BMW      | LGT   | 15  | NC  | 13  | 10  | 16  | Ret |     |     | 10  | 10  | 12  | 7   |     |     |     |     | 22   |
| 17   | Wesley Lima             | Kawasaki | LGT   |     |     |     |     |     |     | 12  | 13  |     |     | 11  | 9   | 10  | DSQ | 8   | 10  | 20   |
| 18   | Mathieu Lussiana        | Ducati   | PRO   |     |     |     |     |     |     |     |     |     |     |     |     |     |     | DNP | 3   | 16   |
| 19   | Peri Cunha              | BMW      | EVO   | 5   | 13  | 9   | Ret | 10  | 12  |     |     |     |     |     |     |     |     |     |     | 16   |
| 20   | William Barros          | Kawasaki | EVO   |     |     |     |     |     |     | 11  | 10  |     |     |     |     | 9   | 11  |     |     | 13   |
| 21   | Michel Semaan Abboud    | Kawasaki | MAS   |     |     | 15  | 13  |     |     |     |     |     |     |     |     |     |     |     |     | 7    |
| 22   | Pablo Nunes             | Yamaha   | MAS   | 13  | 14  | 12  | Ret | 14  | 16  |     |     |     |     |     |     |     |     | 13  | 12  | 6    |
| 23   | Igor Henriques          | BMW      | LGT   |     |     |     |     |     |     |     |     |     |     |     |     |     |     | 11  | NPQ | 5    |
| 24   | Júnio César             | Kawasaki | LGT   |     |     |     |     |     |     |     |     | 13  | 13  |     |     |     |     |     |     | 3    |
| 25   | Iovandes Natural        | BMW      | EVO   |     |     |     |     |     |     | 13  | NC  |     |     |     |     |     |     |     |     | 3    |
| 26   | Alex Melo               | BMW      | MAS   |     |     |     |     |     |     |     |     |     |     |     |     |     |     | DNQ | 13  | 3    |
| 27   | Fernando Negão          | Kawasaki | MAS   |     |     |     |     |     |     | 15  | Ret |     |     |     |     | 12  | 13  |     |     | 2    |
| 28   | Ricardo Mais Brasil     | Ducati   | MAS   |     |     |     |     |     |     | 14  | 14  |     |     |     |     |     |     |     |     | 2    |
| 29   | Fábio Alfinete          | BMW      | EVO   |     |     |     |     |     |     |     |     | 14  | Ret |     |     |     |     |     |     | 2    |
| 30   | Marcelo Miarelli        | Honda    | PRO   |     |     |     |     | Ret | Ret | DNQ | Ret |     |     |     |     |     |     |     |     | 0    |
| Pos. | Rider                   | Moto     | Clase | GOI | GOI | CUR | CUR | GNA | GNA | CAS | CAS | CRI | CRI | PAR | PAR | PIR | PIR | MOT | MOT | Pts. |

### Campeonato de Constructores
| Pos. | Rider    | GOI | GOI | CUR | CUR | GNA | GNA | CAS | CAS | CRI | CRI | PAR | PAR | PIR | PIR | MOT | MOT | Pts. |
| Pos. | Rider    | RD1 | RD2 | RD1 | RD2 | RD1 | RD2 | RD1 | RD2 | RD1 | RD2 | RD1 | RD2 | RD1 | RD2 | RD1 | RD2 | Pts. |
| ---- | -------- | --- | --- | --- | --- | --- | --- | --- | --- | --- | --- | --- | --- | --- | --- | --- | --- | ---- |
| 1    | BMW      | 2   | 1   | 1   | 1   | 1   | 1   | 1   | 1   | 1   | 1   | 1   | 1   | 2   | 1   | 2   | 1   | 484  |
| 2    | Kawasaki | 1   | 2   | 15  | 2   | 4   | 5   | 4   | 2   | 3   | 3   | 5   | 4   | 4   | 5   | 3   | 6   | 335  |
| 3    | Yamaha   | 12  | 11  | 3   | 6   | 14  | 3   | 6   | 4   | 2   | 2   | 2   | Ret | 1   | 2   | 1   | 8   | 273  |
| 4    | Ducati   | 9   | 8   | 5   | 5   | 6   | 7   | 7   | 7   | 5   | NC  | 3   | 3   | 3   | 6   | DNP | 3   | 230  |
| 5    | Honda    | 10  | 12  | 11  | 11  | 12  | 11  | DSQ | Ret | 11  | 11  | 9   | 6   | 7   | 8   | 7   | 5   | 119  |
| Pos. | Rider    | GOI | GOI | CUR | CUR | GNA | GNA | CAS | CAS | CRI | CRI | PAR | PAR | PIR | PIR | MOT | MOT | Pts. |

### GP 600
| Pos. | Rider                   | Moto     | Clase | GOI | GOI | CUR | CUR | GNA | GNA | CAS | CAS | CRI | CRI | PAR | PAR | PIR | PIR | MOT | MOT | Pts. |
| Pos. | Rider                   | Moto     | Clase | RD1 | RD2 | RD1 | RD2 | RD1 | RD2 | RD1 | RD2 | RD1 | RD2 | RD1 | RD2 | RD1 | RD2 | RD1 | RD2 | Pts. |
| ---- | ----------------------- | -------- | ----- | --- | --- | --- | --- | --- | --- | --- | --- | --- | --- | --- | --- | --- | --- | --- | --- | ---- |
| 1    | Pedro Valiente          | Yamaha   | PRO   | 2   | 2   | 2   | 2   | 3   | 1   | 1   | 1   | 3   | 1   | 3   | 3   | 6   | 3   | 3   | INF | 234  |
| 2    | João Fascinelli         | Kawasaki | PRO   | 5   | 3   | 3   | 3   | 2   | 3   | 4   | 3   | 1   | 2   | 4   | 2   | 3   | 4   | 2   | 1   | 224  |
| 3    | Gustavo Silveira "Gão"  | Kawasaki | PRO   | 1   | 1   |     |     | 1   | 2   |     |     |     |     | 2   | 1   | 2   | 2   |     |     | 146  |
| 4    | Eduardo Burr            | Yamaha   | PRO   | 3   | DNS | 1   | 1   |     |     | 3   | 10  |     |     | 1   | Ret | 1   | 1   | 1   | Ret | 138  |
| 5    | Régis Santos            | Kawasaki | MAS   | 4   | 4   | 4   | 4   | 4   | 5   |     |     | 5   | 3   | 9   | 5   | 4   | 5   | 5   | DNS | 121  |
| 6    | Luiz Kik Tavares        | Kawasaki | LGT   | 12  | 12  | 5   | 7   | 6   | 7   | 6   | 4   | DNF | DNF | 5   | 4   | 5   | 7   | 8   | 5   | 99   |
| 7    | Flávio Trevizan         | Kawasaki | MAS   | 10  | 9   | 8   | 6   | 11  | 13  | 8   | 8   | 7   | 4   | 8   | 6   | 7   | 6   | 7   | 4   | 97   |
| 8    | Hilton Loureiro         | Kawasaki | LGT   | 16  | 15  | 9   | 8   | 10  | 6   | 7   | 6   | 6   | 6   | 7   | 7   | 9   | 8   | 11  | 7   | 83   |
| 9    | Marcos Kawasaki         | Honda    | MAS   | 20  | 16  | 11  | 9   | Ret | 11  | 9   | 7   | 9   | 7   | 10  | 8   | 8   | 9   | 9   | 2   | 76   |
| 10   | Marcos Fortunato        | Kawasaki | LGT   | 11  | 10  | 12  | 11  | 8   | 12  | 10  | 9   | 10  | 8   |     |     |     |     | DSQ | 3   | 52   |
| 11   | Douglas Andrade         | Kawasaki | LGT   | 9   | Ret | Ret | DSQ | 7   | 4   | 5   | 5   | Ret | 5   |     |     |     |     |     |     | 47   |
| 12   | Emiliano Lancioni       | Honda    | PRO   |     |     |     |     |     |     | 2   | 2   |     |     |     |     |     |     |     |     | 33   |
| 13   | Vaguiner Trindade       | Kawasaki | LGT   | 15  | 13  | 7   | 10  |     |     |     |     | 8   | 9   |     |     |     |     | Ret | 6   | 33   |
| 14   | Vicente Flores          | Kawasaki | MAS   | 7   | 6   |     |     | 9   | 9   |     |     |     |     |     |     |     |     |     |     | 23   |
| 15   | William Maik            | Kawasaki | LGT   | 17  | Ret | 6   | 5   | 5   | NC  |     |     |     |     |     |     |     |     |     |     | 22   |
| 16   | Kaká Fumaça             | Kawasaki | PRO   |     |     |     |     |     |     |     |     | 2   | Ret |     |     |     |     |     |     | 20   |
| 17   | Pedro Foroni            | Kawasaki | PRO   | 6   | 5   |     |     |     |     |     |     |     |     |     |     |     |     |     |     | 16   |
| 18   | Juninho Trudes          | Kawasaki | PRO   |     |     |     |     |     |     |     |     |     |     |     |     |     |     | 4   | NL  | 13   |
| 19   | Bruno Tormen            | Kawasaki | LGT   |     |     |     |     |     |     |     |     |     |     | 6   | 9   |     |     |     |     | 12   |
| 20   | Guto Figueiredo         | Kawasaki | MAS   | 8   | 8   |     |     |     |     |     |     |     |     |     |     |     |     |     |     | 11   |
| 21   | Gérson Caleb            | Kawasaki | LGT   |     |     |     |     |     |     |     |     |     |     |     |     |     |     | 6   | NPQ | 11   |
| 22   | Pedro Henrique Kamikaze | Kawasaki | PRO   | 21  | 7   |     |     |     |     |     |     |     |     |     |     |     |     |     |     | 9    |
| 23   | Denis Bezerra           | Kawasaki | MAS   |     |     |     |     | 15  | 15  |     |     |     |     |     |     | 10  | 10  | NQ  | NQ  | 9    |
| 24   | Victor Heringer         | Kawasaki | PRO   |     |     |     |     |     |     |     |     | 4   | DSQ |     |     |     |     |     |     | 8    |
| 25   | Pedro Martins           | Yamaha   | PRO   |     |     |     |     | 12  | 8   |     |     |     |     |     |     |     |     |     |     | 8    |
| 26   | Wílson Chefinho         | Kawasaki | LGT   | 13  | 11  | 10  | DSQ |     |     |     |     |     |     |     |     |     |     |     |     | 6    |
| 27   | Alex Fernandes          | Kawasaki | PRO   |     |     |     |     |     |     |     |     |     |     | 11  | 10  |     |     |     |     | 6    |
| 28   | Wélber Barros           | Kawasaki | MAS   |     |     |     |     |     |     |     |     |     |     |     |     |     |     | 10  | DNA | 6    |
| 29   | Evandro Lima            | Kawasaki | LGT   |     |     |     |     |     |     |     |     |     |     | 12  | Ret |     |     |     |     | 4    |
| 30   | Marcello Linhares       | Kawasaki | LGT   | Ret | Ret |     |     | 13  | 14  |     |     |     |     |     |     |     |     |     |     | 3    |
| 31   | Olímpio Filho           | Kawasaki | MAS   | 14  | 14  |     |     | INF | 10  |     |     |     |     |     |     |     |     |     |     | 2    |
| 32   | Marco Lara              | Kawasaki | LGT   | Ret | 19  |     |     | 14  | 16  |     |     |     |     |     |     |     |     |     |     | 1    |
| 33   | Douglas Russo           | Kawasaki | MAS   | 18  | 17  |     |     |     |     |     |     |     |     |     |     |     |     |     |     | 0    |
| 34   | Thiago Sobral           | Kawasaki | MAS   | 19  | 18  |     |     |     |     |     |     |     |     |     |     |     |     |     |     | 0    |
| 35   | Kevin Fontainha         | Kawasaki | PRO   |     |     |     |     |     |     |     |     |     |     |     |     |     |     | Ret | DNS | 0    |
| 36   | Luís Monteiro Gigante   | Honda    | PRO   | DNS | DNS |     |     |     |     |     |     |     |     |     |     |     |     |     |     | 0    |
| 37   | Paulo Foroni            | Kawasaki | PRO   | DNS | INF |     |     |     |     |     |     |     |     |     |     |     |     |     |     | 0    |
| 38   | Marcos de Paula         | Honda    | PRO   | Wth | Wth |     |     |     |     |     |     |     |     |     |     |     |     |     |     | 0    |
| Pos. | Rider                   | Moto     | Clase | GOI | GOI | CUR | CUR | GNA | GNA | CAS | CAS | CRI | CRI | PAR | PAR | PIR | PIR | MOT | MOT | Pts. |

### Campeonato de Constructores
| Pos. | Rider    | GOI | GOI | CUR | CUR | GNA | GNA | CAS | CAS | CRI | CRI | PAR | PAR | PIR | PIR | MOT | MOT | Pts. |
| Pos. | Rider    | RD1 | RD2 | RD1 | RD2 | RD1 | RD2 | RD1 | RD2 | RD1 | RD2 | RD1 | RD2 | RD1 | RD2 | RD1 | RD2 | Pts. |
| ---- | -------- | --- | --- | --- | --- | --- | --- | --- | --- | --- | --- | --- | --- | --- | --- | --- | --- | ---- |
| 1    | Kawasaki | 1   | 1   | 3   | 3   | 1   | 2   | 4   | 3   | 1   | 2   | 1   | 2   | 1   | 1   | 2   | 1   | 392  |
| 2    | Yamaha   | 2   | 2   | 1   | 1   | 3   | 1   | 1   | 1   | 3   | 1   | 3   | 3   | 6   | 3   | 1   | Ret | 323  |
| 3    | Honda    | 20  | 16  | 11  | 9   | Ret | 11  | 2   | 2   | 9   | 7   | 10  | 8   | 8   | 9   | 9   | 2   | 137  |
| Pos. | Rider    | GOI | GOI | CUR | CUR | GNA | GNA | CAS | CAS | CRI | CRI | PAR | PAR | PIR | PIR | MOT | MOT | Pts. |

### Motul 300V Cup
| Pos. | Rider                | Moto   | Clase | GOI | GOI | CUR | CUR | GNA | GNA | CAS | CAS | CRI | CRI | PAR | PAR | PIR | PIR | MOT | MOT | Pts. |
| Pos. | Rider                | Moto   | Clase | RD1 | RD2 | RD1 | RD2 | RD1 | RD2 | RD1 | RD2 | RD1 | RD2 | RD1 | RD2 | RD1 | RD2 | RD1 | RD2 | Pts. |
| ---- | -------------------- | ------ | ----- | --- | --- | --- | --- | --- | --- | --- | --- | --- | --- | --- | --- | --- | --- | --- | --- | ---- |
| 1    | Cauã Rodrigues       | Yamaha | PRO   | 2   | 2   | 1   | 1   | 20  | 1   | 1   | 1   | 1   | 1   | 1   | 1   | 10  | 1   | 3   | 7   | 272  |
| 2    | Heitor Ourinho       | Yamaha | PRO   | 1   | 1   | 4   | 2   | 1   | 4   |     |     | 2   | 3   | 2   | 3   | DSQ | 4   | 1   | 1   | 208  |
| 3    | Cauã Nunes Rocha     | Yamaha | PRO   | 4   | 3   | 2   | 3   | 3   | 5   | 2   | 2   | 3   | 2   | 4   | 5   | 9   | 5   | 2   | 3   | 197  |
| 4    | Léo Henry            | Yamaha | PRO   |     |     | 6   | 6   | 2   | 2   | 5   | 4   | 4   | 4   | 3   | 4   | DSQ | 2   | 4   | 2   | 158  |
| 5    | Facundo Medina       | Yamaha | PRO   | 3   | 4   | 7   | 4   |     |     | 3   | 3   | 5   | 5   | 5   | 2   | DSQ | 3   |     |     | 125  |
| 6    | Vladimir Corrêa      | Yamaha | MAS   | 6   | 5   | 5   | 5   | 5   | 6   | 4   | 6   | 6   | 6   | 8   | 6   | DSQ | 6   | 6   | 5   | 121  |
| 7    | Fabrício Zamperetti  | Yamaha | PRO   |     |     | 3   | Ret | 4   | 3   | 7   | 7   | 7   | 7   | 7   | 7   | DSQ | 7   |     |     | 83   |
| 8    | Wellington Bernardes | Yamaha | PRO   |     |     | 10  | 8   | 6   | 8   | 6   | 5   |     |     | 6   | 8   | 1   | 8   | 7   | Ret | 78   |
| 9    | Júnio Bereta         | Yamaha | MAS   | 11  | 10  | 12  | 10  | 8   | 10  |     |     | 8   | 8   | 12  | 12  | 4   | 11  | 9   | 9   | 58   |
| 10   | Helena Oregana       | Yamaha | PRO   | 14  | 13  | 16  | 15  | 12  | 13  | 9   | 10  | 12  | 11  | 10  | 11  | 3   | 12  | 10  | 6   | 51   |
| 11   | Simón Brun           | Yamaha | PRO   |     |     |     |     |     |     | 8   | 8   | 10  | 9   | 11  | 10  | Ret | 9   | 8   | 8   | 43   |
| 12   | Pedro Valiente       | Yamaha | MAS   | 7   | 6   | 8   | 9   |     |     |     |     |     |     |     |     |     |     | INF | 11  | 38   |
| 13   | Tiago Crespo         | Yamaha | MAS   | 12  | 11  | 11  | 11  | 9   | 11  | 11  | 9   | Ret | 14  | 13  | DSQ | 5   | 14  | 15  | 13  | 37   |
| 14   | Elton Azevedo        | Yamaha | MAS   | 13  | 12  | 14  | 14  | 15  | 16  | 10  | 12  | 16  | 16  | 15  | 14  | 8   | 16  | 13  | 15  | 34   |
| 15   | Junio Nascimento     | Yamaha | PRO   |     |     | 15  | 12  | 14  | 14  |     |     | 15  | 13  | 14  | 13  | 2   | 10  | 12  | 12  | 34   |
| 16   | Jonathas Galvão      | Yamaha | PRO   | 9   | 8   | DNS | 13  | 11  | 12  | 12  | 11  |     |     |     |     | 6   | 13  |     |     | 30   |
| 17   | Caio Tibúrcio        | Yamaha | PRO   | 5   | Ret | 9   | 7   | 7   | 7   |     |     |     |     |     |     |     |     |     |     | 30   |
| 18   | Ayres Filho          | Yamaha | MAS   | 10  | 7   | 13  | Ret | 10  | 9   |     |     | 9   | 12  |     |     |     |     | 11  | 10  | 30   |
| 19   | Bruno Ribeiro        | Yamaha | PRO   |     |     |     |     |     |     |     |     |     |     |     |     |     |     | 5   | 4   | 24   |
| 20   | Júnior Montrázio     | Yamaha | MAS   | 8   | 9   |     |     |     |     |     |     |     |     |     |     |     |     |     |     | 10   |
| 21   | Fany Fontegno        | Yamaha | PRO   | 15  | Ret | 17  | 17  | 19  | Ret |     |     |     |     | 18  | 17  | 7   | 15  | 16  | 14  | 7    |
| 22   | Thiago Gonçalves     | Yamaha | MAS   |     |     |     |     |     |     |     |     | 11  | 10  |     |     |     |     |     |     | 6    |
| 23   | Armando Rotela       | Yamaha | MAS   |     |     |     |     |     |     | 13  | 13  |     |     |     |     |     |     |     |     | 3    |
| 24   | Douglas Russo        | Yamaha | MAS   |     |     |     |     | 13  | 15  | 14  | Ret |     |     | 17  | 16  |     |     | 14  | Ret | 3    |
| 25   | Alexandre El Toro    | Yamaha | MAS   |     |     |     |     |     |     |     |     | 13  | 17  | 16  | 15  | DSQ | DNP | 17  | 16  | 1    |
| 26   | Nathália Ochoa       | Yamaha | PRO   |     |     |     |     |     |     |     |     | 14  | 15  |     |     |     |     |     |     | 1    |
| 27   | Hugo Barbosa         | Yamaha | PRO   |     |     |     |     | 16  | 17  |     |     |     |     |     |     |     |     |     |     | 0    |
| 28   | Mariana Francatto    | Yamaha | PRO   |     |     | 18  | 16  | 18  | Ret |     |     | Ret | Ret |     |     |     |     | 18  | 17  | 0    |
| 29   | Evandro Lima         | Yamaha | MAS   |     |     |     |     | 17  | 18  |     |     | 17  | NC  |     |     |     |     |     |     | 0    |
| 30   | Luís Ferraz          | Yamaha | MAS   |     |     |     |     |     |     | Ret | Ret |     |     |     |     |     |     |     |     | 0    |
| Pos. | Rider                | Moto   | Clase | GOI | GOI | CUR | CUR | GNA | GNA | CAS | CAS | CRI | CRI | PAR | PAR | PIR | PIR | MOT | MOT | Pts. |

### Campeonato de Constructores
| Pos. | Rider  | GOI | GOI | CUR | CUR | GNA | GNA | CAS | CAS | CRI | CRI | PAR | PAR | PIR | PIR | MOT | MOT | Pts. |
| Pos. | Rider  | RD1 | RD2 | RD1 | RD2 | RD1 | RD2 | RD1 | RD2 | RD1 | RD2 | RD1 | RD2 | RD1 | RD2 | RD1 | RD2 | Pts. |
| ---- | ------ | --- | --- | --- | --- | --- | --- | --- | --- | --- | --- | --- | --- | --- | --- | --- | --- | ---- |
| 1    | Yamaha | 1   | 1   | 1   | 1   | 1   | 1   | 1   | 1   | 1   | 1   | 1   | 1   | 1   | 1   | 1   | 1   | 400  |
| Pos. | Rider  | GOI | GOI | CUR | CUR | GNA | GNA | CAS | CAS | CRI | CRI | PAR | PAR | PIR | PIR | MOT | MOT | Pts. |

### Yamalube R3 bLU cRU Cup South America - Categoría Talent
| Pos. | Rider             | Moto   | Clase | GOI | GOI | CUR | CUR | GNA | GNA | CAS | CAS | CRI | CRI | PAR | PAR | PIR | PIR | MOT | MOT | Pts. |
| Pos. | Rider             | Moto   | Clase | RD1 | RD2 | RD1 | RD2 | RD1 | RD2 | RD1 | RD2 | RD1 | RD2 | RD1 | RD2 | RD1 | RD2 | RD1 | RD2 | Pts. |
| ---- | ----------------- | ------ | ----- | --- | --- | --- | --- | --- | --- | --- | --- | --- | --- | --- | --- | --- | --- | --- | --- | ---- |
| 1    | Aymón Bocanegra   | Yamaha | TLT   | 2   | Ret | 2   | 1   | 3   | 5   | 4   | 3   | 2   | 2   | 1   | 2   | 1   | 2   | 1   | 2   | 139  |
| 2    | Mário Salles      | Yamaha | TLT   | 3   | Ret | 1   | 3   | 4   | Ret | 1   | 5   | 3   | 5   | 2   | 1   | 4   | 1   | 2   | 4   | 138  |
| 3    | Cauã Rodrigues    | Yamaha | TLT   | 4   | 3   | 3   | 4   | 1   | 6   | 3   | 9   | 4   | 3   | 5   | 17  | 7   | 5   | 9   | Ret | 92   |
| 4    | João Teixeira     | Yamaha | TLT   | 6   | 5   | 6   | 7   | 9   | Ret | 5   | 8   | 6   | 4   | 7   | 3   |     |     | Ret | 8   | 84   |
| 5    | Jerónimo González | Yamaha | TLT   | 1   | 2   | 5   | 11  | 8   | 2   | 8   | Ret | 1   | 1   | 13  | 5   | 6   | 12  | 6   | 7   | 83   |
| 6    | Leonardo Marques  | Yamaha | TLT   | 13  | 4   | 17  | 9   | 17  | 14  | 6   | 2   | 13  | 14  | 3   | 18  | 2   | 3   |     |     | 69   |
| 7    | Heitor Ourinho    | Yamaha | TLT   | 5   | 1   | 7   | 6   | 18  | 12  |     |     | 5   | 8   | 6   | Ret | 8   | 6   | 5   | 3   | 65   |
| 8    | João Fascinelli   | Yamaha | TLT   | 10  | 7   | 4   | 5   | 11  | 7   | 11  | 11  | 10  | 13  | 14  | 9   | 12  | 8   | 7   | 6   | 58   |
| 9    | Xarly Méndez      | Yamaha | TLT   | 17  | 6   | 9   | 12  |     |     | 15  | 13  | 17  | 19  | 4   | 6   | 5   | 4   | 8   | 1   | 48   |
| 10   | Tomislav Aguiar   | Yamaha | TLT   | 28  | DSQ | DNQ | Ret | 2   | 1   |     |     |     |     |     |     |     |     |     |     | 47   |
| 11   | Kevin Fontainha   | Yamaha | TLT   |     |     |     |     | 14  | 10  | 2   | 1   |     |     |     |     |     |     |     |     | 45   |
| 12   | Nahuel Santamaría | Yamaha | TLT   |     |     | 19  | 2   | 6   | 3   | 26  | 6   |     |     | 8   | 11  | 3   | 7   | 3   | Ret | 43   |
| 13   | Murilo Gomes      | Yamaha | TLT   | Ret | DNS | 8   | 8   |     |     | 9   | 10  |     |     | 10  | 13  | 9   | 9   | 4   | 16  | 38   |
| 14   | Cauã Nunes Rocha  | Yamaha | TLT   | 15  | 11  | 12  | 14  | 10  | Ret | 10  | 7   | 15  | 10  | 16  | 8   | 11  | 10  | 13  | 12  | 35   |
| 15   | Cauã Buzzo        | Yamaha | TLT   | 7   | Ret | 15  | 17  | 5   | Ret | 18  | Ret | 7   | 6   | 9   | 4   | 15  | 14  | 11  | 9   | 30   |
| 16   | Facundo Medina    | Yamaha | TLT   | 14  | 9   | 13  | 10  | 16  | 13  | 13  | 14  | 14  | 15  | 19  | 14  | 14  | 11  |     |     | 25   |
| 17   | Valentín Valor    | Yamaha | TLT   | 8   | INF | 11  | 15  | 7   | 4   | 12  | 15  | 8   | 7   | 11  | DSQ | 10  | Ret |     |     | 24   |
| 18   | Vitor Hugo        | Yamaha | TLT   | 12  | DNS | 10  | 16  | 24  | 19  | 19  | 16  | 12  | 17  | 12  | 7   | 13  | 13  | 12  | 10  | 23   |
| 19   | Humberto Maier    | Yamaha | TLT   |     |     |     |     |     |     | 7   | 4   |     |     |     |     |     |     |     |     | 22   |
| 20   | Matías Sebastián  | Yamaha | TLT   | 9   | 8   | 14  | 18  | 13  | 9   | 17  | 18  | 9   | 9   | Ret | DNS |     |     | 14  | 14  | 17   |
| 21   | Marcos Vinícius   | Yamaha | TLT   | 21  | 13  | 18  | 20  | 15  | 11  | 16  | 12  | 21  | 16  | 15  | 10  |     |     |     |     | 14   |
| 22   | Bautista Farias   | Yamaha | TLT   | 11  | 10  | 16  | 13  | 21  | 18  |     |     | 11  | 12  |     |     |     |     |     |     | 14   |
| 23   | Santiago Gossa    | Yamaha | TLT   | 16  | 12  | 21  | 19  | 12  | 8   | 14  | DSQ | 16  | 11  | 17  | 15  | 16  | 15  | 10  | 5   | 7    |
| 24   | Gustavo Viana     | Yamaha | TLT   | 22  | 18  | 23  | 24  | 22  | 17  | 23  | 21  | 22  | 22  | 18  | 12  | 17  | 16  | 16  | 17  | 4    |
| 25   | Caio Tibúrcio     | Yamaha | TLT   | 19  | 14  | 20  | 21  | 20  | 15  |     |     | 19  | 20  |     |     |     |     |     |     | 2    |
| 26   | Felipe Simões     | Yamaha | TLT   | 20  | 15  | 24  | 23  |     |     | 24  | 19  | 20  | 18  | 22  | 20  | 18  | 20  |     |     | 1    |
| 27   | Gustavo Monis     | Yamaha | TLT   | 18  | 16  | Ret | DNS | 19  | Ret | 20  | 17  | 18  | 25  | 21  | 16  | Ret | 17  | 17  | 13  | 0    |
| 28   | Nicolás Torrez    | Yamaha | TLT   | 23  | 17  | 22  | 22  | 23  | 16  | 21  | 20  | 23  | 21  | 20  | 19  | Ret | 18  | 18  | 11  | 0    |
| 29   | Simón Brun        | Yamaha | TLT   | 27  | 20  | 26  | 26  | 25  | 20  | 22  | Ret | Ret | DNS | 23  | 21  | 19  | 21  | 19  | 15  | 0    |
| 30   | Gabriel Dias      | Yamaha | TLT   | 24  | 19  | 25  | 25  |     |     | 25  | 22  | 24  | 23  |     |     |     |     |     |     | 0    |
| 31   | Mateo Mayorga     | Yamaha | TLT   |     |     |     |     |     |     |     |     |     |     |     |     | Ret | 19  | 15  | Ret | 0    |
| 32   | Fernanda Marçon   | Yamaha | TLT   | 25  | 21  | 28  | 28  |     |     | 27  | 23  | 25  | 24  | 24  | 22  | 20  | 22  | 20  | Ret | 0    |
| 33   | Arthur Aragão     | Yamaha | TLT   | 26  | 22  | 27  | 27  | 26  | Ret |     |     | 26  | Ret |     |     |     |     |     |     | 0    |
| Pos. | Rider             | Moto   | Clase | GOI | GOI | CUR | CUR | GNA | GNA | CAS | CAS | CRI | CRI | PAR | PAR | PIR | PIR | MOT | MOT | Pts. |

### Yamalube R3 bLU cRU Cup South America - Categoría PRO
| Pos. | Rider               | Moto   | Clase | GOI | GOI | CUR | CUR | GNA | GNA | CAS | CAS | CRI | CRI | PAR | PAR | PIR | PIR | MOT | MOT | Pts. |
| Pos. | Rider               | Moto   | Clase | RD1 | RD2 | RD1 | RD2 | RD1 | RD2 | RD1 | RD2 | RD1 | RD2 | RD1 | RD2 | RD1 | RD2 | RD1 | RD2 | Pts. |
| ---- | ------------------- | ------ | ----- | --- | --- | --- | --- | --- | --- | --- | --- | --- | --- | --- | --- | --- | --- | --- | --- | ---- |
| 1    | Lucas Gutiérrez     | Yamaha | PRO   | 2   | 1   | DSQ | 4   | 1   | 1   | 1   | 2   | 3   | Ret | 3   | 2   | 2   | 3   | 3   | 2   | 139  |
| 2    | Fabrício Zamperetti | Yamaha | PRO   | 1   | 4   | 1   | 1   | 2   | 2   | 3   | 8   | 1   | 1   | 6   | 4   | 1   | 2   | 2   | 1   | 127  |
| 3    | Alex Schültz        | Yamaha | PRO   | 5   | 5   | 3   | 5   | 6   | 4   | 2   | 1   | 5   | Ret | 7   | 3   | 5   | 7   | 5   | 7   | 119  |
| 4    | Jonas Vieira        | Yamaha | PRO   | 4   | 3   | 4   | 3   | 3   | DNF | 4   | 3   | 7   | 4   | 2   | 6   | 4   | 4   | 1   | 6   | 117  |
| 5    | Caio Baldoíno       | Yamaha | PRO   | 12  | 10  | 5   | 6   | 13  | 12  | 6   | 4   | 12  | 8   | 4   | 5   | 12  | 5   |     |     | 78   |
| 6    | Isis Carreño Ávila  | Yamaha | PRO   | 3   | 2   | 2   | 2   | 16  | 3   |     |     | 2   | 2   |     |     | 3   | 1   | 4   | 3   | 76   |
| 7    | Leonardo Marques    | Yamaha | PRO   | 7   | 9   | 9   | 8   | 7   | 6   | 8   | 7   | 11  | 9   | 8   | 7   | 7   | 10  | 7   | 4   | 66   |
| 8    | Ítalo Santana       | Yamaha | PRO   | 6   | 7   | 7   | 10  | 4   | 5   | 5   | 6   | 4   | 3   | 12  | 9   | 6   | Ret | 12  | 5   | 65   |
| 9    | Luis Fernando       | Yamaha | PRO   | DNQ | NC  | 6   | 9   | Les | Les | 7   | 5   | 17  | 14  | 5   | 8   | INF | 6   | 6   | Ret | 56   |
| 10   | Roberto Tamburini   | Yamaha | PRO   |     |     |     |     |     |     |     |     |     |     | 1   | 1   |     |     |     |     | 50   |
| 11   | Bruno Brito         | Yamaha | PRO   | 8   | 12  | 10  | 7   | 8   | 7   | DSQ | 11  | 10  | 7   | 10  | 10  | 8   | 8   | 8   | Ret | 46   |
| 12   | Thiago Gonçalves    | Yamaha | PRO   | DSQ | 6   | 11  | 13  | 14  | 13  | 16  | 10  | 16  | 13  | 9   | 14  | DSQ | 9   | 11  | 8   | 35   |
| 13   | Édson Barreto       | Yamaha | PRO   | 14  | 8   | 8   | 11  | 11  | 11  | Ret | Ret | 14  | 12  | NPQ | NPQ | 14  | 16  | 13  | 10  | 35   |
| 14   | Tiago Crespo        | Yamaha | PRO   | 9   | 11  | 12  | 12  | 5   | Ret | 12  | 14  | 6   | 6   | 16  | 12  | 9   | 12  | 15  | 11  | 31   |
| 15   | Marcelo Borghesi    | Yamaha | PRO   | 10  | 13  | 13  | 14  | 10  | 8   | 10  | 9   | 9   | 10  | 18  | 13  | 10  | 14  | 10  | 9   | 29   |
| 16   | Alex Fernandes      | Yamaha | PRO   | DSQ | 17  | 14  | 16  | 15  | 15  | 13  | 13  | 18  | 16  | 13  | 11  | DSQ | 13  | 14  | DNF | 17   |
| 17   | Nathália Ochoa      | Yamaha | PRO   | 11  | 15  | 15  | 15  | 9   | 9   | 11  | 15  | 15  | 11  | 14  | 16  | 11  | 15  | 16  | NL  | 17   |
| 18   | Edinho Picoloko     | Yamaha | PRO   |     |     |     |     |     |     | 9   | 16  |     |     | 11  | Ret |     |     |     |     | 12   |
| 19   | Cristiano Cabral    | Yamaha | PRO   | DSQ | 14  | 16  | 17  | 12  | 10  | 14  | 12  |     |     | 15  | 15  | DSQ | 11  | 9   | Ret | 11   |
| 20   | Nestore Guarino     | Yamaha | PRO   | 13  | 18  | Ret | Ret | Ret | NC  | 17  | 17  | 13  | Ret | DNS | 18  | 13  | 18  | NC  | Ret | 4    |
| 21   | Elvis Machado       | Yamaha | PRO   | DSQ | 16  | 17  | Ret | DNQ | Ret | 15  | 18  | 8   | 5   | 17  | 17  | DSQ | 17  | 17  | AN  | 1    |
| 22   | Iván López          | Yamaha | PRO   |     |     |     |     | 17  | Ret |     |     | 19  | 15  |     |     |     |     |     |     | 1    |
| 23   | Enzo Martínez       | Yamaha | PRO   |     |     |     |     |     |     |     |     | 20  | DNF |     |     |     |     |     |     | 0    |
| 24   | Kevin Melgar        | Yamaha | PRO   | Ret | INF | Ret | DNS |     |     |     |     |     |     |     |     |     |     |     |     | 0    |
| 25   | Camilla Ribeiro     | Yamaha | PRO   |     |     |     |     | Ret | Ret |     |     |     |     |     |     |     |     |     |     | 0    |
| Pos. | Rider               | Moto   | Clase | GOI | GOI | CUR | CUR | GNA | GNA | CAS | CAS | CRI | CRI | PAR | PAR | PIR | PIR | MOT | MOT | Pts. |

### Yamalube R15 bLU cRU Cup América Latina
| Pos. | Rider            | Moto   | Clase | GOI | CUR | GNA | CAS | CRI | PAR | PIR | MOT | Pts. |
| ---- | ---------------- | ------ | ----- | --- | --- | --- | --- | --- | --- | --- | --- | ---- |
| 1    | Benjamín Peralta | Yamaha | PRO   | 1   | 4   | 1   | 3   | 4   | 3   | 3   | 1   | 95   |
| 2    | Miguel Garcia    | Yamaha | PRO   | 4   | 2   | 3   | 8   | 11  | 1   | 1   | 7   | 82   |
| 3    | Henri Krug       | Yamaha | PRO   | Ret | 5   | DSQ | 7   | 9   | 2   | 4   | 2   | 80   |
| 4    | Enzo Ximenes     | Yamaha | PRO   | 2   | 1   | 2   | 4   | 1   | 8   | 2   | 8   | 74   |
| 5    | Valentino Milone | Yamaha | PRO   | 5   | 7   | 4   | 1   | 3   | 5   | 5   | 3   | 72   |
| 6    | Pedro Miguel     | Yamaha | PRO   | 3   | 6   | 6   | 2   | 2   | 10  | 10  | 5   | 63   |
| 7    | Santiago Vogel   | Yamaha | PRO   | 7   | 8   | 5   | 5   | 5   | 6   | 7   | 9   | 45   |
| 8    | Salvador Cassini | Yamaha | PRO   | 8   | 12  | 12  | 9   | 14  | 4   | 8   | 6   | 42   |
| 9    | Murilo Miwa      | Yamaha | PRO   | 10  | 13  | 7   | 6   | 7   | 7   | 6   | 4   | 41   |
| 10   | Daniel Tomelin   | Yamaha | PRO   | 11  | 11  | 11  | 10  | 13  | 9   | 9   | 12  | 27   |
| 11   | Yan Garcia       | Yamaha | PRO   | 6   | 3   | Ret | 11  | 10  | Ret |     | Ret | 26   |
| 12   | Patrício Celi    | Yamaha | PRO   | 9   | 9   | 13  |     |     | 11  |     | 10  | 25   |
| 13   | Emiliano Márquez | Yamaha | PRO   |     |     |     |     | 8   |     |     |     | 9    |
| 14   | Pedro Lobo       | Yamaha | PRO   | 13  | 10  |     |     |     |     |     |     | 9    |
| 15   | Kevin Balanta    | Yamaha | PRO   |     |     | 9   |     |     |     |     |     | 7    |
| 16   | Eduardo Kempf    | Yamaha | PRO   |     |     | 10  |     | Ret |     |     |     | 6    |
| 17   | Alice Matos      | Yamaha | PRO   | 12  | Ret | 8   |     | 6   |     |     |     | 4    |
| 18   | Tomas Rayer      | Yamaha | PRO   |     |     |     |     | 12  |     |     |     | 4    |
| 19   | Enzo Laranjeira  | Yamaha | PRO   |     |     |     |     |     |     |     | 12  | 4    |
| 20   | Breno Caetano    | Yamaha | PRO   |     |     |     | Ret | DNQ |     |     |     | 0    |
| 21   | Cauã Aníbal      | Yamaha | PRO   | Ret |     |     |     |     |     |     |     | 0    |
| Pos. | Rider            | Moto   | Clase | GOI | CUR | GNA | CAS | CRI | PAR | PIR | MOT | Pts. |

### Sistema de puntuación
Es lícito descartar los tres peores resultados de la temporada.
| Puntuación | 1° | 2° | 3° | 4° | 5° | 6° | 7° | 8° | 9° | 10° | 11° | 12° | 13° | 14° | 15° |
| ---------- | -- | -- | -- | -- | -- | -- | -- | -- | -- | --- | --- | --- | --- | --- | --- |
| Carrera    | 25 | 20 | 16 | 13 | 11 | 10 | 9  | 8  | 7  | 6   | 5   | 4   | 3   | 2   | 1   |

## Cobertura televisiva
Las Carreras de lo Campeonato Brasileño de Superbikes se transmiten por Televisión por Cable incluyendo: ESPN, Fox Sports, Movistar+, CBS Sports y NBC Sports. 

### Cobertura en Brasil
| Transmissão | Transmissão                    |
| ----------- | ------------------------------ |
| SporTV      | Narração: Eugênio Rizzardo     |
| SporTV      | Narração: Rogério Rockenbach   |
| SporTV      | Comentários: Pedro Della Corte |
| SporTV      | Comentários: Karen Battaglia   |

| Transmissão | Transmissão                      |
| ----------- | -------------------------------- |
| Band        | Narração: Eduardo Vaz            |
| Band        | Narração: Márcio Possamai        |
| Band        | Comentários: Gilberto Bertarello |
| Band        | Comentários: Ana Coser Mazutti   |

| Transmissão | Transmissão                         |
| ----------- | ----------------------------------- |
| BandSports  | Narração: Celso Miranda             |
| BandSports  | Narração: Gian Calabrese            |
| BandSports  | Comentários: Robson Amaral          |
| BandSports  | Comentários: Claudia Refatti Benato |

| Transmissão | Transmissão                   |
| ----------- | ----------------------------- |
| YouTube     | Narração: Octávio Muniz       |
| YouTube     | Narração: Thiago Fabris       |
| YouTube     | Comentários: Ivar Castagnetti |
| YouTube     | Comentários: Henrique Gava    |

### Otros países
- Colombia: RCN Televisión y RCN HD2
- Portugal: Sport TV
- Reino Unido: BT Sport
- Canadá: Sportsnet
- España: Movistar+
- Hispanoamérica: ESPN y Star+

### Enlaces de transmisión
| Internet (Global) |
| ----------------- |
| YouTube           |
| Motorsport.tv     |
| Facebook          |
| Zoome             |
| Catve.com         |
| Auto Videos       |
| Twitch            |